# Казенний цукровий завод
Казенний цукровий завод — історична будівля XVIII століття у місті Кременчуці, що розташована на розі вулиць Небесної Сотні та Миколаївської. Зараз житловий будинок.

## Опис та розташування
Розташована будівля на розі сучасної вулиці Миколаївської (колишня Артема) та Небесної сотні (колишня Пролетарська). Це кам'яна двоповерхова будівля, Г-подібної форми, простої архітектури з аскетично скромними фасадами.

## Історія
Його збудували у 18 столітті. Про умови роботи на заводі розповів світові венесуелець Ф. де Міранда, який гостював у Кременчуці в 1787 році. Тут він побачив робітників-каторжників з відрізаними носами і страшними клеймами на обличчях.
Незабаром завод купує Масленніков, на початку 19 століття, після його закриття, будівлю знову викуповує держава для полотняної фабрики. Але потім її влаштували на Київській вулиці (нинішня вулиця Перемоги). У будівлі колишнього цукрового заводу розміщують госпіталь, а з другої половини 19 століття — військові казарми, які в народі називалися «цукровими».
Під час повені 1917 року будинок сильно постраждав і тільки 1929 року відновлюється під житло для робітників кооперативу імені 1905 року. У такому вигляді воно збереглося і досьогодні.